# اقتصاديات الأعمال

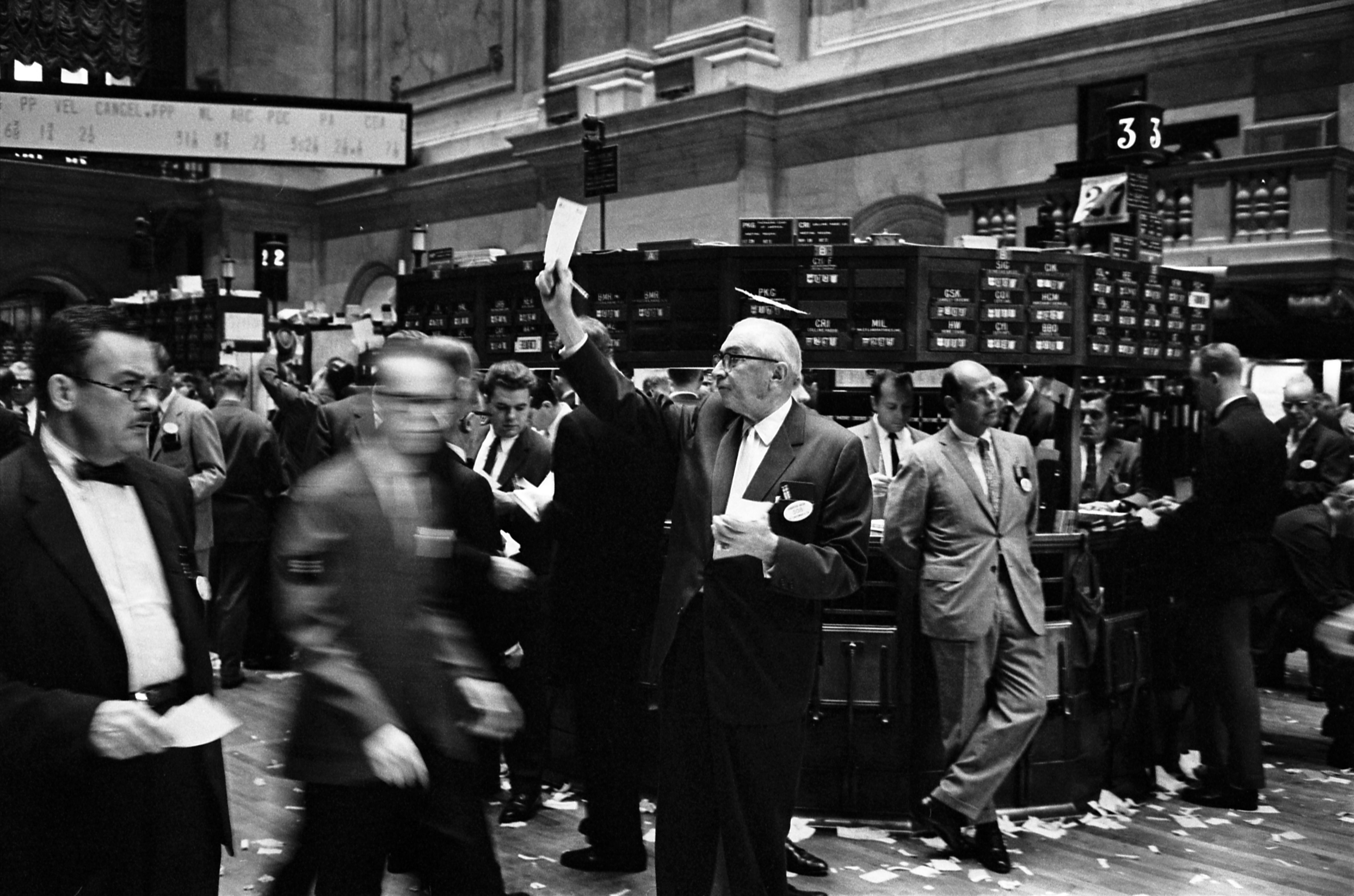

اقتصاديات الأعمال، باعتباره أحد مجالات علم الاقتصاد التطبيقي، هو علم يستفيد من النظرية الاقتصادية والأساليب الكمية في تحليل عمل المنشآت التجارية والعوامل التي تسهم في تنوع الهياكل التنظيمية والعلاقة بين الشركات والعمال وبين رأس المال وأسواق المنتجات. وكان محور اهتمام مجلة اقتصاديات الأعمال منصبًا حول تقديم «معلومات تطبيقية لمن يعملون على تطبيق علم الاقتصاد في أعمالهم.»;

## الموضوع
يُعنى علم اقتصاديات الأعمال بالقضايا والمشكلات الاقتصادية المتعلقة بتنظيم الأعمال التجارية وإدارتها وإستراتيجيتها ومن بين القضايا والمشكلات ما يلي: تفسير سبب بزوغ نجم الشركات واحتفاظها بمكانتها، وسبب توسعها: أفقيًا ورأسيًا ومكانيًا، ودور المتعهدين وتنظيم المشروعات، وأهمية الهيكل التنظيمي، والعلاقة بين الشركات والموظفين فيها وأصحاب رأس المال والعملاء والحكومة، والتفاعل بين الشركات وبيئة العمل.

## الالتباس الحادث عند استخدام هذا المصطلح
يستخدم مصطلح «اقتصاديات الأعمال» بطرقٍ شتى. فأحيانًا يستخدم بالمعنى المرادف لكلمة اقتصاديات الصناعة التنظيم الصناعي والاقتصاد الإداري والاقتصاد الخاص بالأعمال التجارية. ومع ذلك، قد يكون هناك اختلافات جوهرية في الاستخدام بين 'الاقتصاد الخاص بالأعمال التجارية' و'الاقتصاد الإداري' حيث يستخدم المصطلح الأخير على نطاق ضيق. وإذا ما أردنا أن نعرّج على أحد أوجه الفرق بين هاتين الكلمتين فيكفينا أن نعرف أن اقتصاديات الأعمال أوسع نطاقًا من الاقتصاد الصناعي بمعنى أنه لا يهتم فقط بدراسة «الصناعة»; بل يهتم أيضًا بأعمال قطاع الخدمات. ويبحث الاقتصاد الخاص بالأعمال التجارية في المبادئ الأساسية للاقتصاد لكنه يركز على تطبيق هذه المبادئ الاقتصادية في العالم الحقيقي للأعمال. Managerial economics is the application of economic methods in the managerial decision-making process.

## تفسير مصطلح اقتصاديات الأعمال من عدة جامعات
تنظم العديد من الجامعات دورات في الاقتصاد التجاري ويعرض فيها عدد من التفسيرات حول معنى هذا المصطلح. وفي منهج جامعة هارفارد يُعتمد على الأساليب الاقتصادية في تحليل الجوانب العملية للأعمال التجارية، بما في ذلك إدارة الأعمال والإدارة والمجالات المتعلقة باقتصاديات الأعمال.
وفي جامعة ميامي تُعرّف اقتصاديات الأعمال بأنها دراسة تتضمن كيفية يمكننا استخدام مواردنا في عملية إنتاج وتوزيع واستهلاك السلع والخدمات. وهذا يفرض على المتخصصين في اقتصاديات الأعمال أن يحللوا المؤسسات الاجتماعية والبنوك وسوق الأوراق المالية والحكومة، ويبحثوا علاقاتهم بالمفاوضات العمّالية والضرائب والتجارة الدولية والقضايا الحضريّة والبيئية.
أما الدورات المنعقدة في جامعة مانشستر فتفسر اقتصاديات الأعمال بأنه علم يهتم بالتحليل الاقتصادي للطريقة التي تساهم بها الأعمال التجارية في رفاهية المجتمع بدلا من التركيز على رفاهية الفرد أو العمل التجاري. وهذا يتحقق عبر دراسة العلاقة بين الملكية والرقابة وأهداف الشركة، ونظريات نمو الشركات، والنظرية السلوكية للشركات، ونظريات ريادة الأعمال، والعوامل التي تؤثر على هيكل وإدارة وأداء الأعمال على مستوى هذه الصناعة.

## المجلات
- Business Economics: Description and archived article-abstract links

## وصلات خارجية
- National Association for Business Economics (NABE, United States): Homepage
- Canadian Association for Business Economics (CABE)
- Australian Business Economists
- Directory of Business Economics and Finance links with relevant news